# Frank Franz
Frank Franz (nacido el 21 de noviembre de 1978 en Völklingen) es un político ultraderechista alemán y presidente del partido La Patria, anteriormente conocido como Partido Nacionaldemócrata de Alemania (NPD), desde 2014 hasta 2024, como sucesor de Udo Pastörs. Entre 2005 y 2012, fue presidente estatal de su partido en Sarre. 

## Vida
Desde 1997 hasta 2004 Franz formó parte de la Bundeswehr,  sirviendo como sargento en la artillería autopropulsada. De 2003 a 2006 completó una formación para fisioterapeuta. Desde 2007 trabaja como programador y diseñador gráfico. Es dueño de una agencia de Internet, destacándose esta por su ciberactivismo a favor de La Patria. Franz está casado y tiene tres hijos.

## Carrera política
En 2004 fue nombrado presidente del NPD en el distrito de Saarbrücken, en Sarre. Fue presidente regional del partido en el estado federado de Sarre a partir de 2005, además de ser miembro del directorio federal del partido. 
En 2008 se presentó como candidato en Ottweiler, sin éxito, para el cargo de alcalde.
En 2009 fue elegido concejal de la ciudad de Völklingen.
En 2011, Franz postuló para el cargo de alcalde en Saarbrücken, alcanzando el 2,8%.
El 1 de noviembre de 2014 sucedió a Udo Pastörs como presidente nacional del NPD, luego de ser elegido ese día en un Congreso del partido con 86 votos de los 139 emitidos.